# Aligoté

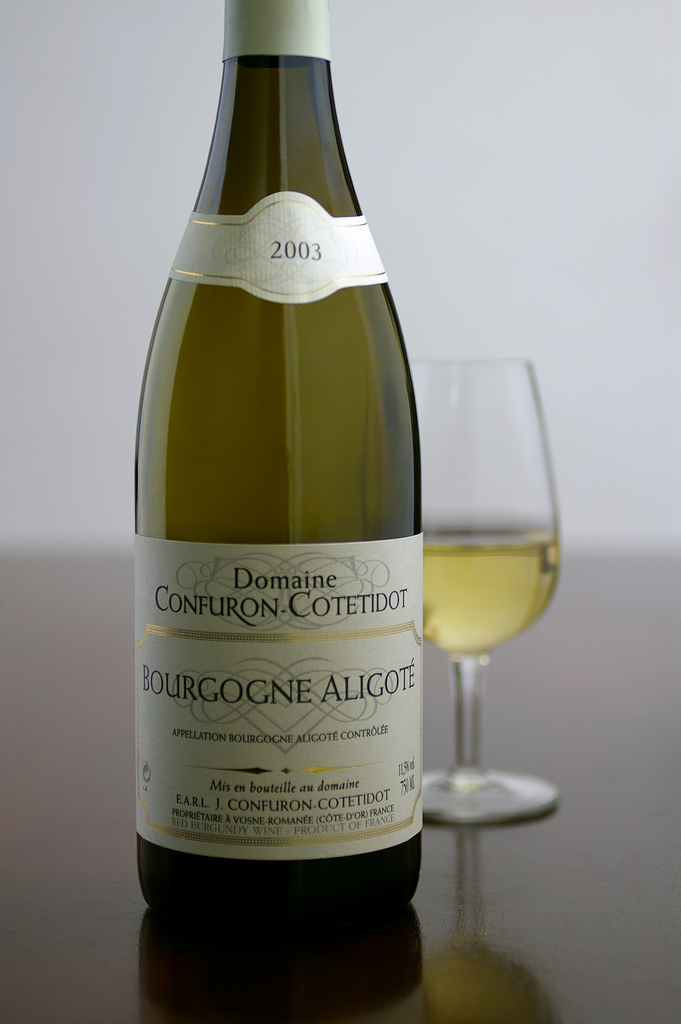
Vino Bourgogne aligoté (AOC).

La aligoté es una variedad de uva blanca de vino (vitis vinifera).
Es originaria de Borgoña, Francia. Es utilizada para el vino blanco con Appellation d'Origine Contrôlée (AOC) Bourgogne Aligoté. También se usa para producir vinos de mezcla de Borgoña. 
Es la cuarta variedad más plantada del mundo. Se ha documentado la producción de vino de aligoté de Borgoña desde el siglo XVIII.

## Descripción
El vino de aligoté se produce como monovarietal espumoso, llamado Crémant de Bourgogne. También se puede mezclar con la chardonnay (hasta un 15%).
Tradicionalmente, el cóctel kir (también conocido como vin blanc cassis) se hace añadiendo cassis a un vino blanco aligoté. En Francia, donde a menudo pierde terreno en favor de varietales más prestigiosos, el aligoté se planta a menudo solo en los lugares de viñedos más pobres y en lo alto y lo bajo de las laderas. Esta variedad aguanta mejor el frío. La uva madura pronto con rendimientos moderados y produce vinos ligeros y ácidos que suelen beberse jóvenes. Su aroma incluye elementos de manzanas y limones. Clive Coates dice que es la segunda variedad en importancia en Borgoña que produce un vino ligero, de estilo con sabor ligeramente herbáceo y una acidez bastante más alta que la chardonnay. El aligoté añade acidez y estructura a otras variedades cuando se mezcla con ellas.
En 1997, el aligoté fue añadido a las variedades viníferas autorizadas para la denominación de origen comunal Bouzeron, añadiendo Bouzeron-Aligoté AOC al Bourgogne Aligoté AOC, y restringiendo aún más la cosecha para la primera con respecto a la segunda de 60 hectolitros por hectárea a 45 hectolitros por hectárea. La uva se mezcla a menudo con Sacy para complementar su acidez. Esta variedad representa el 23% de la superficie de viñedos de Rusia.

## Producción regional
La uva es la segunda variedad más popular de uva blanca de Borgoña, después de la chardonnay, aunque queda muy por detrás de ella en términos de territorio plantado. Las vides estuvieron plantadas en el pasado y mezcladas en la viña con chardonnay por el beneficio de su añadida acidez pero las vides se han separado ya desde hace tiempo. En Bogoña la uva puede encontrarse en los bordes del departamento de Côte-d'Or a lo largo de la Route Nationale 74. Puede encontrarse igualmente en el Mâconnais y la Côte Chalonnaise. Hay también pequeñas plantaciones justo al este del Valle del Ródano alrededor de la ciudad de Die. Tiene su propia AOC, Bourgogne Aligoté.
La aligoté se produce también en Europa del Este, Ucrania, Bulgaria, Rumania y Moldavia. En Bulgaria, la uva es estimada por sus cualidades para mezclar y alta acidez con más del doble de viñedo plantado de esta uva aquí que en su Borgoña natal. La uva se encuentra ante todo en la provincia de Stara Zagora alrededor de Chirpan. En Rusia se utiliza para vino espumoso con vinos varietales haciéndose a lo largo de la costa del Mar Negro alrededor de Gelendzhik. El aligoté es producido, aunque en muy pequeña cantidad, por bodegas australianas. También se ha plantado en el Estado de Washington por su gran resistencia al frío. La uva se cultiva también en California principalmente con propósito de mezclarla con otras variedades. Ha habido pequeñas plantaciones experimentales en Chile.

## Orígenes
Originaria de Borgoña, el análisis de ADN ha unido la ascendencia de esta uva a las uvas pinot noir y gouais blanc.

## Sinónimos
Los sinónimos que tiene la aligoté incluyen aligotay, alligotay, alligoté, blanc de troyes, carcairone blanc, carcarone, carchierone, chaudenet, chaudenet gras, giboudot blanc, griset blanc, karkarone blank, melon de Jura, muhranuli, mukhranudi, pistone, plant de trois, plant de trois raisins, plant gris, purion blanc, selon molon, selon odart, troyen blanc y vert blanc.